# Majestic 12
Majestic-12 o Majic12 (talora abbreviata in MJ-12, MJ-XII, Majestic Trust) è il nome in codice di una presunta organizzazione segreta statunitense, che si sarebbe costituita nel 1947 per ordine del presidente Harry Truman.
Secondo chi ne sostiene l'esistenza, detta organizzazione si compone di scienziati, militari e dirigenti governativi di massimo livello e sarebbe al centro e giustificherebbe le diffuse teorie del complotto in base alle quali i governi tengono nascoste ai cittadini vitali informazioni, in particolare quelle riguardanti contatti di extraterrestri con umani.

## Lo scopo
Lo scopo di questa organizzazione sarebbe stata l'investigazione sulle attività degli UFO, concretizzatasi con l'incidente del luglio 1947, durante il quale, uno di essi sarebbe precipitato a Roswell, una località del Nuovo Messico (il cosiddetto Incidente di Roswell). Questa presunta organizzazione avrebbe avuto un ruolo importante nella cosiddetta UFO conspiracy, un'operazione di insabbiamento dell'incidente ispirata dal governo statunitense e portata avanti dai vertici.

## La documentazione controversa
A sostegno dell'esistenza del gruppo è indicata una serie di documenti controversi (una raccolta di dati nota come Project Blue Planet) emersi per la prima volta nel 1984, e subito al centro di un acceso dibattito. I documenti affermano che il Majestic 12 venne creato per ordine del presidente Truman, il 24 settembre del 1947, su consiglio di Vannevar Bush e del Segretario della Difesa James Forrestal. Bush sarebbe stato eletto alla direzione del gruppo. Ecco il testo originale, tradotto in italiano, della lettera di accompagnamento di Truman a Forrestal.
Casa Bianca - Washington

24 settembre 1947

Memorandum per il Segretario

Caro Segretario Forrestal,

come dalla nostra recente conversazione su questo argomento, con la presente Lei è autorizzato a procedere con la dovuta celerità e discrezione circa il Suo impegno. In futuro ci si riferirà a proposito solo come «Operazione Majestic-12».
Continua a starmi a cuore il fatto che ogni futura considerazione relativa all'ultima disposizione su questa materia resti solamente nell'ambito dell'Ufficio del Presidente seguendo le appropriate discussioni con Lei, il dottor Bush e il direttore della CIA.

Harry Truman»

### La smentita degli organi ufficiali
L'esistenza di tale organizzazione venne smentita da alcune agenzie governative statunitensi, affermando che questi documenti erano frutto di un imbroglio. Secondo un'indagine condotta dall'FBI i documenti erano contraffatti con firme false, opinione confermata anche dall'AFOSI (Air Force Office of Special Investigation) e dall'ufficio di controspionaggio dell'US Air Force. Le opinioni tra gli ufologi erano controverse.

### I documenti autentici
Oltre ad alcune testimonianze di presunti scienziati coinvolti nel progetto, nel 1978, vennero alla luce alcuni documenti canadesi, risalenti al 1950 e al 1951.
Questi menzionano l'esistenza di studi strettamente confidenziali sugli Ufo, di un gruppo operante all'interno del Pentagono presso lo US Research and Development Board, con a capo proprio Vannevar Bush. Il nome dell'organizzazione non viene menzionato, tuttavia questi documenti sono considerati, dai sostenitori dell'esistenza della società, la più autorevole evidenza che un gruppo di questo genere sia veramente esistito.

## NSC 5412/2 Special Group
Talvolta l'MJ-12 è associato dalla recente letteratura cospirativa, al segretissimo NSC 5412/2 Special Group, creato dal presidente Dwight Eisenhower nel 1954. Tale struttura tuttavia non avrebbe avuto esclusivamente specifici compiti di ricerca nel campo ufologico e come tutti i più importanti centri di intelligence formatisi durante la Guerra fredda, avrebbe avute le autorizzazioni previste per le questioni riguardanti la sicurezza nazionale. La segretezza di questa organizzazione sarebbe stata così ristretta che solo il presidente ne era informato. Il collegamento fra MJ-12 e un gruppo della CIA, fa pensare, ai gruppi cospirativi, che l'MJ-12 fosse una copertura di un gruppo occulto di potere e che gli UFO fossero il nome in codice per indicare gli alieni comunisti.
I principali responsabili del NSC 5412/2 furono:
- Allen Welsh Dulles, direttore della CIA nel 1960;
- Gordon Gray, consigliere per la sicurezza nazionale;
- Andrew Goodpaster, generale dell'esercito degli Stati Uniti;
- James Douglas, segretario della Difesa;[In quel periodo il segretario della difesa era Thomas Sovereign Gates]
- Livingston T. Merchant, sotto-ministro degli affari politici.[3]

## Storia
La fonte principale a sostegno dell'ipotesi dell'esistenza del MJ-12 è una serie di documenti inviati ad un anonimo ufologo nel 1982. La primissima menzione dell'MJ-12 risalirebbe tuttavia a un documento consegnato nel 1980 a Paul Bennewitz in risposta ad una campagna di disinformazione lanciata contro di lui, dopo che aveva frainteso, o diffuso, un progetto segreto dell'Air Force nel quale si parlava di attività Ufo sulla Terra. Dato che la maggioranza delle informazioni che Bennewitz riceveva erano false, si preoccupò immediatamente di verificare l'autenticità di tale documento.
Una frase di tale documento affermava: «Posizione ufficiale del governo degli Stati Uniti: il Progetto Acquario è (sic) ancora classificato TOP SECRET; non si autorizza alcuna diffusione esterna, l'accesso è limitato all'"MJ DODICI"».
Greg Bishop scrive: «Fu la prima volta, verso la fine del 1980, che un documento faceva trapelare il sospetto sull'esistenza di un'organizzazione governativa chiamata 'MJ DODICI', in grado di controllare le informazioni sugli UFO». Questa affermazione ha avuto un enorme impatto sull'ufologia degli anni '80 e '90 del XX secolo, divenendone di fatto la colonna portante.

## Pubblicazione del caso
La vicenda MJ-12 fu resa pubblica nel 1984 (anche se già dal 1982 l'ufologo William Moore era in contatto con informatori dell'Intelligence). Il produttore televisivo e ufologo amatoriale Jamie Shandera ricevette per posta un filmato da un mittente anonimo in cui erano presentati due documenti: il primo, attribuito a Harry Truman, di autorizzazione alla formazione di una commissione chiamata MJ 12 per la valutazione dell'evento di Roswell del 1947; il secondo, del 1952 era attribuito all'MJ-12 come riassunto informativo per il neo-presidente Eisenhower in cui si descrivevano le investigazioni e l'occultamento dell'incidente della «nave spaziale aliena» di Roswell. Tutti i presunti membri dell'MJ-12 erano militari e scienziati di altissimo livello e tutti, (eccetto Edward Teller) morirono prima della diffusione del primo documento.

### Elenco dei presunti membri del Majestic-12
- Contrammiraglio Roscoe H. Hillenkoetter
- Vannevar Bush
- James Forrestal (sostituito dopo la sua morte dal Generale Walter Bedell Smith)
- Nathan Twining
- Generale Hoyt Vandenberg
- Detlev Bronk
- Jerome Hunsaker
- Contrammiraglio Sidney Souers
- Gordon Gray
- Donald Menzel
- Generale Robert Montague
- Lloyd Berkner

(Quattro di queste persone sono state menzionate in documenti che trattavano attività Ufo: Menzel ha scritto diversi libri di smentita; Hillenkoetter fu un membro del NICAP, mentre Twining e Vandenberg sovraintendevano al primo gruppo investigativo dell'Air Force chiamato Project Sign).

### La trasmissione televisiva
Shandera e Moore parlarono di questo caso nel corso della trasmissione televisiva "UFO cover-up? Live!" andata in onda il 14 ottobre 1988 sulla rete NBC, dove furono trasmesse anche le interviste ai sedicenti agenti dell'Intelligence "Falcon" e "Condor". Tuttavia, questa rivelazione rimase un evento marginale in campo ufologico, fino alla pubblicazione del libro di Timothy Good Above Top Secret nel 1988. Anche il Good affermò di aver ricevuto foto e documenti da un mittente anonimo.

### L'indagine dell'FBI
Anche l'FBI indagò su tali documenti, dopo alcune segnalazioni di cittadini che avevano ricevuto plichi anonimi contenenti fotocopie dei documenti M12. L'FBI giunse alla conclusione che fossero "Bogus" (cioè dei falsi) e che qualcuno li aveva illecitamente diffusi. I documenti dell'inchiesta dell'FBI sono disponibili tramite il FOIA. Da allora sono venuti alla luce altri documenti dall'autenticità altrettanto controversa. Susan Wright ipotizzò che fossero dei falsi frutto di operazioni di disinformazione. Altri hanno speculato che la sigla, MJ-12, sia un altro nome per identificare in realtà il gruppo Interplanetary Phenomenon Unit, un'organizzazione militare attiva per un decennio dal 1940 al 1950.

## Argomenti a favore
- Il National Archives contiene un documento sull'MJ-12, interpretato come la prova più evidente della sua autenticità: «Promemoria per il Generale Twinings, da Robert Cutler, Assistente Speciale del Presidente, Soggetto: "NSC/MJ-12 Progetto Studi Speciali», datato 14 luglio 1954. La pagina 1 del promemoria riferisce di un incontro avuto luogo il 16 luglio dello stesso anno. Il memorandum non identifica l'organizzazione MJ-12 o lo scopo dell'incontro (vedi collegamenti). Tuttavia, sono state avanzate delle ipotesi contro l'autenticità di questo documento; vedi sotto.
- In riferimento ad un lavoro di Good, C.D.B. Bryan parla dell'esistenza di un promemoria segreto, scritto dall'ingegnere radio canadese Wilbert B. Smith, da lungo tempo dipendente del Dipartimento dei Trasporti canadese. Il promemoria, datato 21 novembre 1950, sarebbe una raccomandazione al governo canadese di istituire investigazioni formali (il Project Magnet) sugli UFO. A margine della vicenda, Smith scrisse che alcuni "delatori" avrebbero rivelato che il governo degli Stati Uniti considerava le investigazioni ufologiche come segrete e confidenziali, e che «tutti gli sforzi della ricerca andavano concentrati in un piccolo gruppo, guarda caso diretti dal Dr Vannevar Bush»" (Bryan, 186). Good concludeva che questi documenti erano la prova più importante in favore dell'esistenza dell'MJ-12.
- Nonostante non avesse mai usato la sigla "MJ 12", il generale di brigata Arthur E. Exon (Ufficiale Comandante della Wright-Patterson Air Force Base, riporta dell'esistenza (dal 1964 al 1966), di un gruppo di ufficiali e scienziati di altissimo livello in qualche modo coinvolti nello studio degli UFO: il soprannome di tale gruppo era Unholy Thirteen, i "Terribili Tredici"[6].
- Il ricercatore di Ufo e paranormale Ethan A. Blight, ha presentato una serie di controprove e di argomenti contro le critiche ai documenti, specialmente contro quelli diffuse dal debunker Philip J. Klass[7].
- Analogamente, il fisico nucleare Stanton Friedman ha presentato una serie di argomenti contro le critiche sull'autenticità dei promemoria. Per esempio, Philip J. Klass suggerisce che i promemoria di Cutler/Twining fossero dei falsi, dato che erano dattilografati in caratteri Pica, mentre Klass invece suggerisce che i documenti autentici prodotti dalla Casa Bianca erano scritti solo in caratteri Ellite. Klass ha scommesso 100$ per ogni esempio di font Pica genuino prodotto dalla Casa Bianca. Friedman, rispose, come scrisse Speiser nello stesso articolo citato sopra: «Friedman fornì, non pochi ma almeno 20 esemplari, più di quanto fosse necessario per vincere il premio» (Klass pagò la scommessa 1000$). È opinione di Spier che la sfida sia stata accuratamente predisposta.

## Argomenti contro
Per ricapitolare, i documenti che menzionano l'MJ-12 sono:
1. Documento di istruzioni: Operazione Majestic Dodici, datato 18 novembre, 1952, e presumibilmente scritto dal neoeletto presidente Eisenhower. Consiste di sette pagine e otto allegati, ma solo uno era incluso. Questo documento era visibile su un filmato ricevuto da Shandera.
2. Una lettera inviata dal presidente Truman al Segretario della Difesa Forrestal, datata 26 settembre 1947. In questa lettera vi era un allegato di un documento di istruzioni. Anche questo era visibile sul filmato di Shendera.
3. Una lettera dall'assistente del Presidente Robert Cutler al generale Nathan Twining, capo di stato maggiore dell'esercito americano, datato 14 luglio 1954; allegato trovato da Moore e Shandra nel National Archives dopo la divulgazione dei due documenti citati nei punti 1. e 2. Menziona un presunto incontro avvenuto il 16 luglio 1954 per discutere il "Progetto Studi Speciali NSC/MJ-12".

Argomenti contrari all'autenticità dei documenti riguardanti l'MJ-12:
- Anche l'FBI ha investigato, giungendo rapidamente alla conclusione che i documenti sono dei falsi. L'FBI ha contattato la U.S. Air Force, chiedendo se l'MJ-12 fosse mai esistita. L'Air Force, rispose, che nessun comitato era stato autorizzato, e mai nessuno aveva formato un gruppo con questo nome. L'FBI pertanto concluse: «Le investigazioni hanno portato alla conclusione che i documenti in questione sono solo un falso».[8]
- Critiche sono state mosse a causa della sospetta provenienza dei documenti. Shendera e Good, hanno entrambi ricevuto i documenti da un mittente anonimo, e molti altri documenti riguardanti l'MJ-12 sono stati ottenuti in analoghe circostanze.
- Nonostante il Good inizialmente credesse che i documenti fossero autentici, da allora, in accordo con Philip J. Klass, espresse "il sospetto che i nuovi [...] documenti, a causa di alcune anomalie nel loro contenuto [...]".[9]
- L'ufologo Kevin Randle, ex-ufficiale dell'USAF, ha rilevato che sul documento i gradi di alcuni militari sono sbagliati: Hillenkoetter è indicato come ammiraglio (era invece contrammiraglio), Vandenberg come generale di armata (era invece generale di corpo d'armata)[10].
- Il ricercatore UFO Jerome Clark cita i documenti sull'MJ-12 nella sezione "Scherzi". Nel suo libro The UFO Book, è vigorosamente a favore dell'interpretazione di uno scherzo. Inoltre nota che solo una "manciata" di ufologi supporta l'autenticità dei documenti.
- Un'ulteriore evidenza — che mostra argomenti contro l'appartenenza di Menzel all'MJ-12 — è del 1949 e riporta la testimonianza dello stesso Menzel di un avvistamento UFO. Questo rapporto, pubblicamente sconosciuto per trent'anni, è una forte evidenza contro il coinvolgimento di Menzel nell'MJ-12. Se veramente Menzel fosse stato informato fin dal 1947 di notizie segrete riguardo agli UFO, è plausibile che non avesse motivi per inviare un rapporto UFO "confidenziale" due anni più tardi, quando fu testimone di luci nel cielo, da lui descritte come "eccezionali". Inoltre il rapporto di Menzel non fa menzione di un gruppo chiamato MJ-12.
- Riguardo al promemoria di Cutler, Jin Speiser scrive: «Il presunto autore del promemoria, Robert Cutler, non era presente nel Paese, quando questi furono dattilografati. Indagini più approfondite fecero emergere che gli assistenti di Cutler, James Lay e Patrick Coyne, ripetutamente inviavano promemoria con il nome di Cutler, il che dimostra con i fatti che i promemoria (del cui originale rimane solo la copia carbone) sono di fatto privi di firma."[11]

### Documenti Informativi e lettera di Truman
Sono stati individuati alcuni particolari, che potrebbero dimostrare la falsità di tali documenti informativi:
- La macchina da scrivere usata:
  - La macchina da scrivere usata per dattilografare la lettera di Truman è una Smith Corona un modello che non esisteva fino al 1962, quindici anni dopo il presumibile scritto.
  - Il nastro della macchina da scrivere era esaurito e i tasti erano sporchi. I documenti di Truman del periodo riconosciuti come autentici, usavano nastri nuovi e tasti puliti.
- La firma di Truman:
  - La firma di Harry Truman della presunta lettera a Forrestal è identica a una riconosciuta autentica su una lettera inviata a Vannevar Bush il 1º ottobre 1947. La cifra "uno" sul documento informativo è un 3-4% più grande e in neretto, ma questo è spiegabile dal fatto che le fotocopie non riproducono gli spessori esattamente nella stessa dimensione. Coincidono quando la dimensione è corretta e sono sovrapponibili.
  - Entrambe le firme mostrano un errore nel momento in cui la penna inizia a scrivere la lettera "H".
  - La lettera "T" nella parola "ottobre", interseca la lettera "s" finale in Sincerly yours. Lo stesso punto sulla lettera di Forrestal è leggermente più sottile, come se l'intersezione con la "s" sia stata modificata con il bianchetto o fotocopiata.
  - Questo mostra che la firma autentica di Truman è stata copiata falsificandola dalla lettera di Bush a Forrestal.
- Il formato della data del nome nel documento informativo:
  - Le date possiedono una virgola dopo il mese, ad esempio "18 November, 1952". La virgola non viene mai usata dopo il mese. Tale errore è presente in ogni data del documento informativo.
  - I giorni del mese aventi una cifra singola sono preceduti da uno zero, ad es. "01 August". Questa non era una pratica comune in vigore presso la burocrazia militare del tempo. Tutti i giorni del mese presenti sul documenti presenta questo errore.
  - Non si conoscono lettere o promemoria autentici provenienti da Hillenkoetter che abbiano virgole fuori posto, e nessuna con zeri precedenti una cifra singola.
  - Tutte le lettere e i promemoria autentici di Hillenkoetter sono dattilografati con "R.H. Hillenkoetter", mentre il documento informativo è dattilografato con "Roscoe H. Hillenkoetter".
- Altre prove:
  - La frase "TOP SECRET/MAJIC EYES ONLY", è stata impressa nel documento mediante un timbro a caratteri mobili, piuttosto insolito nella documentazione classificata come confidenziale. La lettera "I" è leggermente sollevata.
  - Gli autentici documenti Top Secret possiedono una numerazione del tipo: "Page __ of __ pages". Il documento informativo ne è privo.
  - L'avvertimento di evitare le copie non coincide con la stessa formulazione posta nei documenti redatti nel periodo del 1952.
  - Il documento usa la parola "media", invece di "press", "extra-terrestial" invece di "alien", e il termine "impacted" come verbo: queste parole non erano di uso comune nel 1952, e fin verso la fine degli anni sessanta.
  - James Mosley, che conosceva personalmente Menzel ma non Hillenkoetter, presunti membri dell'MJ-12, ha dichiarato che Menzel e Hillenkoetter non si conoscevano.
- Ricerca di documentazione. Oltre al promemoria di Cutler, non sono stati trovati altri documenti che menzionano l'MJ-12.
  - Il National Archives non ha individuato nessuna documentazione dell'incontro NSC del 16 luglio 1954. Una ricerca fra tutta la documentazione di incontri dell'NSC non fa menzione al gruppo MJ-12 o Majestic.
  - Presso un reparto del National Archives è stata cercata documentazione riguardante l'NSC ma non è stato trovato nulla che riguardasse l'MJ-12 o Majestic.

### Il promemoria di Cutler
- Il NARA ha fornito una lista dettagliata dei problemi riguardanti i dubbi sollevati riguardo all'autenticità dei promemoria di Cutler:

1. Il documento era posizionato nel "Record Group 341", "Entry 267". La serie autentica veniva archiviata mediante un numero di registro Top Secret. Questo promemoria non evidenzia tale numero.
2. Il promemoria è schedato nella cartella T4-1846. Non vi sono altri documenti che riguardino "NSC/MJ-12".
3. Ricercatori dello staff del National Archive hanno cercato negli schedari del Segretario della Difesa, il Joint Chiefs of Staff, il quartier generale della U.S. Air Force e in altri schedari. Non sono state trovate altre informazioni riguardo all'MJ-12.
4. Gli inquirenti della U.S. Air Force, del Joint Chief of Staff, e del National Security Council non sono riusciti a produrre ulteriori informazioni.
5. L'ufficio per La Libertà di Informazione del National Security Council informa il National Archives che "Informazioni Confidenziali Top Secret" sono state contrassegnate con la sigla National Security Council a partire dall'amministrazione Nixon. La Eisenhower Administration Library ha confermato questo particolare, rilevando che tale contrassegno non era usato durante la sua amministrazione.
6. Il documento in questione non riporta intestazioni governative ufficiali o filigrane. Gli specialisti di conservazione dei documenti del NARA hanno esaminato la carta del documento verificando che era una copia dettata e scritta a macchina (e non una copia su carta carbone), ma su carta velina. La libreria Eisenhower ha esaminato una serie di documenti autentici della collezione di Cutler. Tutti gli esempi esaminati creati da Cutler, quando era in servizio presso lo staff NSC, sono contrassegnati da un'aquila e su carta di buona qualità, mentre le copie carbone in velina possono anche non averlo del tutto. Molti documenti inviati dall'NSC erano preparati su carta intestata della Casa Bianca. Per un breve periodo, quando Cutler lasciò l'NSC, le sue copie in carta carbone furono compilate su "carta velina prestige".
7. Il National Archives searched e l'Official Meeting Minute Files della National Security Council non hanno trovato registrazioni di un incontro dell'NSC avvenuto il 16 luglio 1954. Anche una completa ricerca presso l'NSC Meeting Minutes nelle registrazioni del luglio 1954 non ha rilevato riferimenti al MJ-12 o al Majestic.
8. I Dipartimenti di Giustizia, Fiscale e Sociale, hanno eseguito indagini negli schedari dell'NSC e non hanno trovato nulla riguardo a: MJ-12, Majestic, UFO, oggetti volanti o dischi volanti.
9. La NAJA [non chiaro]ha trovato un promemoria dal titolo: "Incontro Speciale del 16 luglio 1954", nel quale si richiamava la necessità da parte dei membri dell'NSC di attivarsi alla difesa civile in esercizio a partire da quella data.
10. La Libreria Eisenhower specifica, in una lettera inviata al Military Reference Branch, datata 16 luglio 1987: «L'agenda appuntamenti del presidente Eisenhower non contiene nessuna nota relativa ad un incontro speciale avvenuto il 16 luglio 1954, il quale avrebbe dovuto includere un'informativa sull'MJ-12. Persino quando il Presidente aveva incontri, per così dire, 'ufficiosi', la sua agenda indicava la data e l'ora dell'appuntamento e i partecipanti»; «L'ufficio di Declassificazione del National Security Council ci ha informati che nessuna azione è stata presa su documenti o promemoria in relazione a tale presunto progetto [...]». Robert Cutler, alle dipendenze del presidente Eisenhower, visitò una installazione militare d'oltremare il giorno del suo presumibile coinvolgimento con i promemoria, il giorno 14 luglio, 1954. I diari dell'Amministrazione Eisenhower contengono i promemoria di Cutler dopo il ritorno dal suo viaggio. Il promemoria è datato 20 luglio 1954 e riferisce della visita di Cutler alle installazione europee e del Nord Africa tra il 3 e il 15 luglio 1954. Inoltre, all'interno dello staff dell'NSC vi è un promemoria datato 3 luglio 1954, inviato da Cutler ai suoi due subordinati, James S. Ia e J. Patrick Cone, che informa come avrebbero dovuto gestire l'amministrazione dell'NSC durante la sua assenza.

## MJ-12 nella successiva teoria della cospirazione
In breve tempo, dopo la sua rivelazione, l'MJ-12 venne utilizzato per giustificare altre presunte cospirazioni; nei lavori di Milton William Cooper, e soprattutto nel libro: Behold A Pale Horse, è l'elemento chiave che, al di là delle prove, induce nel lettore, la sensazione che tutta la società sia permeata da cospirazioni, elemento che ha generato forti critiche. Alcuni di queste ultime versioni insistono che la "M" in "MJ-12" non significhi "Majestic", ma "Majority". Molte teorie affermano che tale organizzazione sia ancora attiva.
Secondo la testimonianza di Dan Burish, si crede che il Majestic-12 sia oggi di fatto un gruppo che lavora per il Commitee of the Majority, un'organizzazione massonica che coordina i contatti con alieni presenti sulla terra, e le operazioni volte a formare un Nuovo ordine mondiale. Secondo questa teoria, l'MJ-12 è responsabile di tutte le operazioni scientifiche svolte nell'Area 51, a Base Dulce e presso l'installazione di Frenchmman's Mountain. La teoria della cospirazione suggerisce inoltre che l'MJ-12 abbia un potere enorme (ma non come gli Illuminati), e che stia progettando la creazione di un governo mondiale. Gli scettici fanno notare che se persino l'esistenza del MJ-12 è dubbia, ovviamente lo è gran parte della cospirazione. Sempre in accordo con tali teorie, il Majestic 12 fu creato per una serie di "modesti" obiettivi: coprire le attività sulla Terra degli alieni, accordarsi con loro per ottenere tecnologia in cambio di cavie umane per test biologici.

## L'MJ-12 ai giorni nostri
Molte teorie affermano che l'MJ-12 sia tuttora attivo. Il ricercatore ufologico Bill Hamilton ritiene di aver identificato gli attuali membri dell'organizzazione. Secondo questo ricercatore Gordon Novel è un individuo coinvolto in diverse cospirazioni della CIA: nel Watergate e nell'investigazione di Jim Garrison sull'assassinio del presidente degli Stati Uniti John F. Kennedy.
Siccome il presidente Kennedy aveva l'obbiettivo di porre termine al cover-up sull'organizzazione, Gordon Novel molto probabilmente venne coinvolto nel suo assassinio. Sempre secondo questo ricercatore, Novel è un abile manipolatore di eventi il cui scopo è di venire in possesso di tecnologia aliena per mantenere e aumentare il proprio potere. Inoltre, per poter finanziare gli enormi costi per la ricerca e la sicurezza, Novel si sarebbe macchiato di diversi assassini legati al traffico di stupefacenti. Novel background and interview
Erick Walker è un altro testimone che confermerebbe l'attuale esistenza dell'MJ-12.
Quando venne contattato, Walker affermò che sapeva della sua esistenza fin dalla sua formazione nel lontano 1947. Come per Novel, in un'intervista rilasciata verso la fine del 1990 Walker affermò che l'organizzazione era composta principalmente da Americani ma anche da stranieri. Secondo le sue affermazioni questi individui sono un gruppo di persone molto elitario, ma ripetutamente cercò di scoraggiare l'intervistatore nel saperne di più, in quanto non vi erano ulteriori possibilità per approfondire l'argomento.
Secondo un articolo pubblicato dal DNA Magazine del 6 luglio, 2006, e una serie di interviste del Dr Dan Burish, (un presunto impiegato governativo da più di 20 anni all'interno dell'MJ-12) al programma Jeff Rense Radio del 6 luglio e del 13 luglio 2006, i presunti membri direttivi dell'MJ-12 sono:
- J1: Vice Ammiraglio John M. McConnell, ex-direttore della National Security Agency (NSA), dal gennaio 2007 direttore del National Intelligence (DNI).
- J2: Richard Cheney, Vice presidente degli Stati Uniti durante la presidenza di Bush.
- J3: Porter Goss, ex-direttore della DCI (Director of Central Intelligence).
- J4: Ammiraglio Bobby Ray Inman, ex-direttore della NSA e della Naval Intelligence, e vice direttore della CIA e della DIA.
- J5: Henry Alfred Kissinger, ex-consigliere per la Sicurezza Nazionale e Segretario di Stato sotto la presidenza Nixon.
- J6: Zbigniew Brzezinski, ex-consigliere della Sicurezza Nazionale sotto la presidenza Carter.
- J7: Generale Richard B. Myers, presidente del Joint Chiefs of Staff, sotto la seconda presidenza Bush, fino al suo recente ritiro nel settembre 2005.
- J8: Kevin Tebbit, Ministro della Difesa britannico.
- J9: Carol Thatcher, sorella dell'ex-Primo ministro inglese, Margaret Thatcher. Ha cessato di mantenere un basso profilo verso la fine del 2005 partecipando allo show televisivo I'm a Celebrity, Get Me Out of Here!.
- J10: Alan Greenspan, ex-presidente della Federal Reserve americana.
- J11: Harold Varmus, ex-direttore del National Institutes of Healt e Premio Nobel per la medicina.
- J12: R. Buss (membro della CIA, ma non si conoscono altre informazioni).

Nel tentativo di provarne l'autenticità, il Dr Burish ha inviato sul sito http://www.eaglesdisobey.net. le sue credenziali. Anche se le sue affermazioni sono ancora da verificare, è provato che il Dr Burish è un impiegato del Governo degli Stati Uniti.

## Riferimenti nella cultura di massa
- Musica: nella traccia Killer Assoldato dei rapper italiani Deal Pacino e Raw, nella parte di Raw è presente la seguente lirica: Perfetto e sconosciuto come i Twelve Majestic.
- Televisione: questa cospirazione ha ispirato profondamenti i temi principali di diverse serie televisive: X-Files e Dark Skies - Oscure presenze, entrambe le trasmissioni fanno frequente riferimento a una tale presunta organizzazione. Il Majestic 12 è citato nella serie anime giapponese Serial Experiments Lain, episodio 9, in correlazione alle teorie sulla risonanza Schumann in relazione all'idea di intelletto collettivo.

I Majestic-12 sono presenti nella seconda stagione della serie Netflix (tratta dall'omonimo fumetto di Gerard Way e Gabriel Bá) The Umbrella Academy. Nella serie il dodicesimo membro è Sir. Reginald Hargreeves, padre adottivo dei sette protagonisti.
- La cospirazione Majestic-12 (o qualcosa di analogo) è il nucleo di diversi videogiochi.
  - Deus Ex e il suo sequel Deus Ex: Invisible War sono incentrati su una cospirazione dei Majestic 12.
  - Il Delta Green supplemento al Call of Cthulhu, gioco di ruolo.
  - Il gioco di realtà alternativa Majestic ispirato dalla cospirazione.
  - Metal Gear Solid 2: Sons of Liberty si distingue per la presenza di un'organizzazione simile al Majestic 12, chiamata "The Patriots".
  - Perfect Dark: ove è presente una organizzazione simile.
  - In Destroy All Humans!, una minaccia proveniente da Crypto è conosciuta come "Majestics".
- Il comico politico Christopher Buckley ne fa una parodia nella sua romanzo Little Green Men (Piccoli Uomini Verdi).
- La commissione è una caratteristica di Area 51, di Robert Doherty, una serie di romanzi, nei quali due dei membri più in vista sono "riprogrammati" da computer alieni ritrovati in Sud America. La caratteristica principale della serie, è un peculiare riferimento al "il nuovo Majic-12" o "Majestic-13".
- Il testimone di un'abduction aliena Whitley Strieber scrive nel 1989 un romanzo dal titolo Majestic: racconta la formazione dell'MJ-12 in seguito all'incidente di Roswell in Nuovo Messico, nel luglio 1947. Nel suo romanzo del 2006, The Grays, (I Grigi), anche se non fa uno specifico riferimento al termine MJ-12, racconta di una simile organizzazione chiamata semplicemente "The Trust".
- Majestic-12 appare anche in Scarecrow (Bersaglio acquisito), romanzo d'azione di Matthew Reilly, anche se viene descritta in una forma leggermente differente. Nella novella di Matthew Reilly è protagonista un gruppo di ricchissimi uomini d'affari, operanti nell'ombra, in grado di condizionare leader politici. Erano anche responsabili in diversi tentativi di apportare cambiamenti macroeconomici nel mondo, cambiamenti che Scarecrow era in grado di prevenire.
- MJ-12 è una linea di computer dalla Alienware.
- Uno dei versi della canzone Aliens Exist dei Blink-182 dall'album Enema of the State, dice: «I'm not like you guys, twelve majestic lies (non sono come voi, ragazzi, il majestic twelve mente)». Autore della canzone, Tom DeLonge (Voce, Chitarra) crede fermamente in tutti i fenomeni paranormali.
- Il gruppo tedesco Reggae ha composto una canzone dal titolo Top Secret, inserita nell'album Beef, in cui vengono menzionati i Majestic-12.
- Majestic 12 è il nome di un modello di pattini a rotelle prodotti dalla Roces.
- MJ-12 era un gruppo ombra di una multinazionale che voleva assicurarsi il ritrovamento dell'Arca di Noè allo scopo di introdursi nella apocalisse, in accordo con la serie manga Spriggan.
- L'album Channel Zero[12] del cantante Canibus, con il brano, intitolato come l'album Channel Zero, contiene riferimenti al Majestic 12: «Approssimativamente 50 anni fa, sotto la direzione del presidente Harry Truman, e nell'interesse della sicurezza nazionale, un gruppo di dodici militari e personale scientifico ha fondato [...] MJ Dodici, non è maestoso [...]».[13]
- Majic 12 era un complesso sperimentale ungherese.

## Film riguardanti la cospirazione del Majestic 12
- Dark Skies - Oscure presenze è una serie televisiva fantascientifica statunitense trasmessa dal 1996 al 1997.
- Majic è un film thriller del 2019 per la regia di Erin Berry.